# Selwyn Porter
Selwyn Porter (23 février 1905 – 9 octobre 1963) est un major général de l'Australian Army qui a participé à la Seconde Guerre mondiale.

## Jeunesse
Né le 23 février 1905 à Tintaldra, Victoria, Porter est instruit au lycée de Wangaratta lycée avant de prendre un poste de commis à la State Savings Bank of Victoria.
Porter commence sa carrière militaire en 1924 quand il est nommé lieutenant dans 58e bataillon (en) de l'Armée de réserve australienne (Citizens Military Force) et en 1936, il atteint le grade de major.

## Seconde Guerre mondiale
Dès le début de la Seconde Guerre mondiale, Porter rejoint la Seconde force impériale australienne qui est soulevée pour servir outre-mer et il est affecté au 2/5e bataillon (en) comme commandant en second. Déployé au Moyen-Orient, il commande temporairement le 2/6e bataillon (en) et le mène à Derna, en Libye, où il reçoit une citation militaire britannique. Plus tard, il est promu au grade de lieutenant-colonel et prend le commandement du 2/31e bataillon (en) qu'il conduit à travers la Campagne de Syrie en 1941, pour laquelle il reçoit l'ordre du Service distingué, avant d'être blessé à la cuisse.
Il retourne ensuite en Australie et il est breveté au grade de général de brigade et envoyé à Port Moresby, où il prend le commandement de la 30e brigade (en), qui est créée en réponse à l'entrée du Japon dans la guerre. Après le débarquement japonais à Buna, Porter conduit la 30e brigade, puis la division Maroubra le long de la piste Kokoda puis autour Sanananda,.
En novembre 1943, Porter prend le commandement de la 24e brigade qu'il mène à travers les combats à Finschhafen. Au début de 1945, il est attaché au staff de commandement de la 9e division, avant de diriger sa brigade lors de l'invasion du Bornéo du Nord,.

## Après-guerre
Après la fin de la guerre, Porter retourne en Australie et brièvement à la vie civile. En 1947, il est nommé commandeur de l'ordre de l'Empire britannique. Lorsque la Citizens Military Force (CMF) est à nouveau soulevé en 1948, Porter reçoit le commandement de la 6e brigade, puis plus tard, il est promu major-général et commandant de la 3e division. Au cours de 1953-1954, il est nommé au conseil militaire en tant que représentant de la CMF.
En 1955, il est nommé commissaire en chef de la Police de Victoria (en), un poste qu'il occupe jusqu'à sa mort le 9 octobre 1963 à la suite d'une occlusion coronaire.